# Moving Out (album)
Pour l’article homonyme, voir Moving Out (jeu vidéo) pour le jeu vidéo sorti en 2020.
Albums de Sonny Rollins
Sonny Rollins with the Modern Jazz Quartet
(1953) Work Time
(1955)
Moving Out est un album de jazz du saxophoniste ténor Sonny Rollins paru en 1954 sur le label Prestige. Une particularité de l'album est la présence du trompettiste Kenny Dorham accompagnant Rollins sur les quatre premiers morceaux. À cette période ils font tous les deux partie du Max Roach Quintet. Le titre de l'album Moving Out ne fait pas ici référence au fait de quitter un lieu pour un autre mais signifie se déplacer à une cadence, une vitesse plus élevée lorsque l'on joue.

## Contexte
Sonny Rollins a peu souvent collaboré avec des trompettistes. Il a cependant participé à des sessions avec Miles Davis au début des années 1950, ainsi qu'avec Clifford Brown sur Sonny Rollins Plus 4 ou encore Don Cherry au début des années 1960. Ce fut le cas également avec Kenny Dorham sur cet album puis plus tard sur Jazz Contrasts. Ils font tous les deux partie au moment de l'enregistrement du Max Roach Quintet, ce qui renforce leur complicité lors de ces sessions.

## Titres de l'album
L'album est constitué de quatre compositions de Rollins et du titre More Than You Know, une chanson populaire américaine. Sur le titre Moving Out, Rollins débute et termine par des solos, Dorham et Hope complétent le morceau. Le jeu de Dorham à la trompette est rapide et le son monte réellement. À propos du jeu du pianiste, Ira Gitler écrit qu'il « joue un difficile solo swinguant qui atteste l'excellente forme qu'il avait à cette période sur l'ensemble de ces enregistrements ». Swingin' for Bumsy est interprété de façon encore plus rapide que le précédent alors que le titre suivant Silk N' Satin Rollins l'interprète avec davantage de poésie, marqué aussi par le petit solo au piano de Hope tandis que la trompette de Dorham accompagne discrètement Rollins sur la fin du morceau.
Le dernier morceau intitulé More Than You Know est enregistré lors d'une session et avec une formation différente. Un petit solo à la contrebasse au début permet à Tommy Potter d'introduire Rollins et Thelonious Monk alors que la batterie d'Arthur Taylor en arrière-plan contribue à générer l'atmosphère générale sur ce morceau.
| N° | Titre              | Compositeur                                | Durée |
| -- | ------------------ | ------------------------------------------ | ----- |
| 1. | Movin' Out         | Sonny Rollins                              | 4:31  |
| 2. | Swingin' for Bumsy | Sonny Rollins                              | 5:48  |
| 3. | Silk N' Satin      | Sonny Rollins                              | 4:03  |
| 4. | Solid              | Sonny Rollins                              | 6:27  |
| 5. | More Than You Know | Edward Eliscu, Billy Rose, Vincent Youmans | 10:48 |

## Enregistrement
Les titres sont interprétés lors de deux sessions d'enregistrement au studio de Rudy Van Gelder situé à cette période à Hackensack (New Jersey). La première session se déroule le 18 août 1954 où les quatre premiers titres sont enregistrés par un quintet, Rollins étant accompagné du trompettiste Kenny Dorham, du contrebassiste Percy Heath, de Elmo Hope, un pianiste de jazz de 31 ans qui émerge et enfin par Art Blakey, talentueux batteur des Jazz Messengers qui complète la formation. Le dernier titre, More Than You Know est interprété en quartet le 25 octobre avec Thelonious Monk au piano, Tommy Potter à la contrebasse et Arthur Taylor à la batterie. L'album est référencé Prestige 7058.
| Musicien        | Instrument      | Titre |  | Équipe technique |                           |
| --------------- | --------------- | ----- |  | ---------------- | ------------------------- |
| Sonny Rollins   | saxophone ténor | 1—5   |  | Bob Weinstock    | Superviseur, photographie |
| Kenny Dorham    | trompette       | 1—4   |  | Rudy Van Gelder  | Ingénieur                 |
| Elmo Hope       | piano           | 1—4   |  | Ira Gitler       | Liner Notes               |
| Thelonious Monk | piano           | 5     |  |                  |                           |
| Percy Heath     | contrebasse     | 1—4   |  |                  |                           |
| Tommy Potter    | contrebasse     | 5     |  |                  |                           |
| Art Blakey      | batterie        | 1—4   |  |                  |                           |
| Arthur Taylor   | batterie        | 5     |  |                  |                           |

## Réception
À propos de la formation, Michael G. Nastos la décrit sur AllMusic comme « l'un des combos les plus efficaces de 1954 ». 
L'auteur Richard Palmer écrit dans son ouvrage Sonny Rollins: the cutting edge à propos de la première session d'enregistrement, « les quatre morceaux abondent de bonnes choses : le saxophoniste ténor est particulièrement convaincant sur Solid [...] et extrêmement lyrique sur la simplicité apparente de Silk N' Satin ». Dans son ouvrage Sonny Rollins: the definitive musical guide, l'auteur et musicien Peter Niklas Wilson mentionne aussi que c'était « tout simplement une session typique de jeu, dans laquelle le virtuose jouant un tempo rapide et riche en invention dans un cadre bien connu qui compte davantage que l'innovation structurelle ».